# Estadi Centralni Bežigrad
L'Estadi Bežigrad (en eslovè Stadion Bežigrajski o Stadion za Bežigradom) és un estadi de futbol ubicat dins un complex esportiu de Ljubljana, Eslovènia. Actualment es troba tancat per renovació.
L'estadi Bežigrad s'ha utilitzat principalment per partits de futbol, i és la llar de l'NK Olimpija.
L'estadi va ser construït el 1928 per l'associació de joves esportistes catòlics Orel. Va ser dissenyat per l'arquitecte Jože Plečnik. Rep el nom del districte de Bežigrad.
Com és habitual en molts recintes esportius, l'estadi Bežigrad s'ha utilitzat per fer-hi espectacles de diversos tipus, sobretot concerts. Depeche Mode va actuar-hi el 2006, i també va acollir el grup britànic Iron Maiden el juliol de 2007. Hi va haver 2 concerts notables, protagonitzats per la banda eslovena Siddharta.
L'estadi va ser tancat el 2008 i les obres que s'han començat el reconstruiran completament.
Tindrà en forma de ferradura, 12.000 seients, una sala d'esports i un aparcament per a 2.300 places, ambdós subterranis. A més, s'hi ubicarà un centre de negocis.